# Majestic 12
Pour les articles homonymes, voir M12.

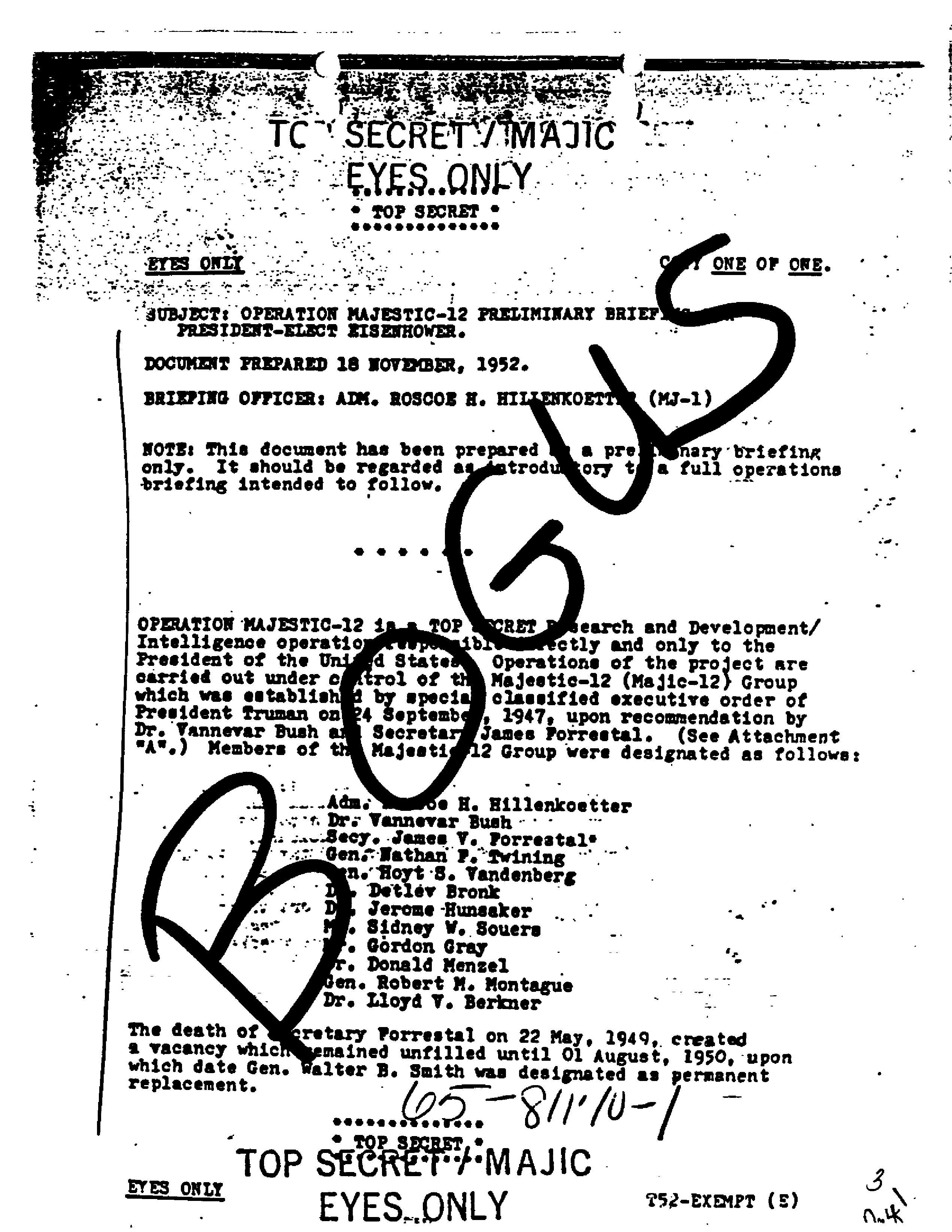
Page 1 du prétendu mémo sur le Majestic12 portant la mention BOGUS (faux) après son examen par le FBI.

Le Majestic 12 (littéralement « (les) 12 majestueux »), aussi connu sous les noms de Majestic Trust, M12, MJ 12, MAJI ou MJ XII, serait un groupe secret de douze  scientifiques, chefs militaires et dirigeants politiques, fondé en 1947 selon le souhait du président des États-Unis Harry S. Truman afin d'étudier les indices d'activité extraterrestre et l'éventuelle présence d'ovnis au sein de notre monde, notamment après l'affaire de Roswell au Nouveau-Mexique, où un engin extraterrestre se serait écrasé en juillet 1947. 
L'existence même de ce groupe, sujette à caution, est pourtant présentée comme un élément de preuve décisif par les partisans de la théorie du complot, tandis que les sceptiques y voient plutôt une expression du syndrome du vrai croyant.

## Controverse

Le président américain Truman.

En 1988, deux services du FBI ont reçu des versions similaires d'un mémo intitulé « Opération Majestic-12 » qui prétendait être un document secret du gouvernement des États-Unis. La note de service semblait destinée à informer le nouveau président Eisenhower de l'existence d'un comité secret créé pour exploiter la récupération d'un aéronef extraterrestre et pour cacher son existence au public. Une enquête de l'US Air Force a déterminé que le document était un faux. Certains observateurs pensent toutefois qu'il s'agit d'une conspiration du silence.
Certains documents sont disponibles sur le site du FBI, mais beaucoup de phrases ont été noircies.

## Prétendus membres
Les personnes dont les noms suivent sont présentées comme étant les « 12 majestueux ».
- Lloyd Berkner
- Detlev Bronk
- Vannevar Bush
- James Forrestal
- Gordon Gray (homme politique)
- Roscoe H. Hillenkoetter
- Jerome Clarke Hunsaker
- Donald H. Menzel
- Robert M. Montague
- Sidney Souers
- Nathan F. Twining
- Hoyt Vandenberg

## Majestic 12 dans la culture populaire

### Séries et cinéma
- Dark Skies : L'Impossible Vérité, série américaine de science-fiction  créée en 1996 et diffusée sur NBC présente les Majestic 12 comme une organisation luttant contre une menace extra-terrestre.
- Dans l'épisode Le Complot de la série X-Files, l'employé du Ministère de la Défense Michael Kritschgau révèle à Mulder que celui-ci est victime d'une vaste manipulation des militaires visant à maintenir une menace perpétuelle contre les États-Unis. Le but étant selon Kritschgau de maintenir l'économie américaine à flot. Michael Kritschgau évoque notamment le Projet Majestic, et un document portant le titre « Opération Majestic 12 » peut être aperçu à l'écran.
- Dans la série d'animation Serial Experiments Lain, le MJ12 y est évoqué dans l'épisode 9 en y détaillant l'activité de certains membres groupe.
- Dans le film Engrenage mortel, Jeff (Michael Sean Tighe) demande, à travers l'interphone, un mot de passe à Joshua (Cuba Gooding Jr.) pour lui permettre de rentrer. Ce dernier lui donne alors le code "Majestic 12". Jeff lui ouvre alors la porte.
- Alien Dominion : Majestic 12, pseudo documentaire sorti en 2020 et réalisé par O. H. Krill et scénarisé par Simon Oliver, traite du sujet d'un secret bien gardé par le gouvernement américain. Le dossier révèle l'existence de la présence d'extra-terrestres qui sont parmi nous via le dégagement accordé au comité secret UFO "eyes only" possédant les plus hauts niveaux de sécurité, même au-dessus du Président des États-Unis.

### Livres
- Le livre d'Erik L'Homme Phaenomen II, plus près du secret, publié chez Gallimard en 2007, le MJ12 cherche à capturer les héros du roman, quatre adolescents dotés de pouvoirs surnaturels.
- L'auteur français de science-fiction Jimmy Guieu, dans son livre Nos Maîtres les Extraterrestres (1992)[4],[5], explique la part que prendraient les Majestic 12 dans la marche de notre monde.

### Jeux
- Dans la série des jeux vidéo Destroy All Humans! (THQ, Pandemic Studios), il est fait mention d'une organisation nommée Majestic dont les agents sont des « hommes en noir », visant à contrôler la menace alien. L'organisation serait dirigée par une femme.
- Le jeu vidéo Deus Ex met en scène les Majestic 12 comme une forme de société secrète dominant le monde.
- Dans le mode zombie du jeu vidéo Call of Duty: Black Ops les Majestic 12 auraient travaillé sur des vestiges d'une technologie avancée utilisée par les Allemands.
- Le jeu de rôle Delta Green, supplément indépendant du jeu de rôle L'Appel de Cthulhu présente Majestic 12 comme l'organisation chargée de la gestion des rapports avec les extra-terrestres présents sur Terre.
- Le jeu Super Space Invaders '91 est nommé en version originale japonaise Majestic Twelve: The Space Invaders Part IV .

### Musique
- Le groupe de Stoner rock Clutch y fait référence dans Animal Farm présente sur l'album éponyme du groupe sorti en 1995.
- Le chanteur Tom DeLonge conclut la chanson Aliens Exist de Blink-182 par "Twelve majestic lies".